# 실속TV 주부경제학
《실속TV 주부경제학》은 KBS 1TV의 방영하는 경제학 전문 프로그램이며 2002년 7월 15일부터 2005년 10월 28일까지 방영되었다.

## 기획 의도
적극적인 재테크 시대. 한 가정의 살림을 맡고 있는 장본인은 주부. 고정수입 외의 부가수익을 얼마나 창출하느냐에 따라서 주부의 가치가 더욱 빛난다. 이제 주부들에겐 돈을 버는 방법도 중요하지만 어떻게 돈을 굴려 늘릴 것인가, 있는 돈을 어떻게 관리하여 지킬 것인가가 중요해 진 것이다. 그러나 정작 주부를 비롯한 많은 사람들이 재테크에 관심이 있지만 정작 누군가 나서서 자신의 재산을 관리해주기를 바란다. 그렇기 때문에 펀드매니저나 자산관리 전문가 등의 역할이 무엇보다도 중요해진 시점이다. 이에 주부들이 관심 있어 하고 실제적으로 필요로 하는 경제 정보를 좀더 쉽게 전달한다. 

## 방송 시간
| 방송 채널 | 방송 기간                          | 방송 시간                                  |
| --------- | ---------------------------------- | ------------------------------------------ |
| KBS 1TV   | 2002년 7월 15일 ~ 2005년 10월 28일 | 매주 월요일 ~ 금요일 오전 10시 45분 ~ 11시 |